# 新田站 (埼玉縣)

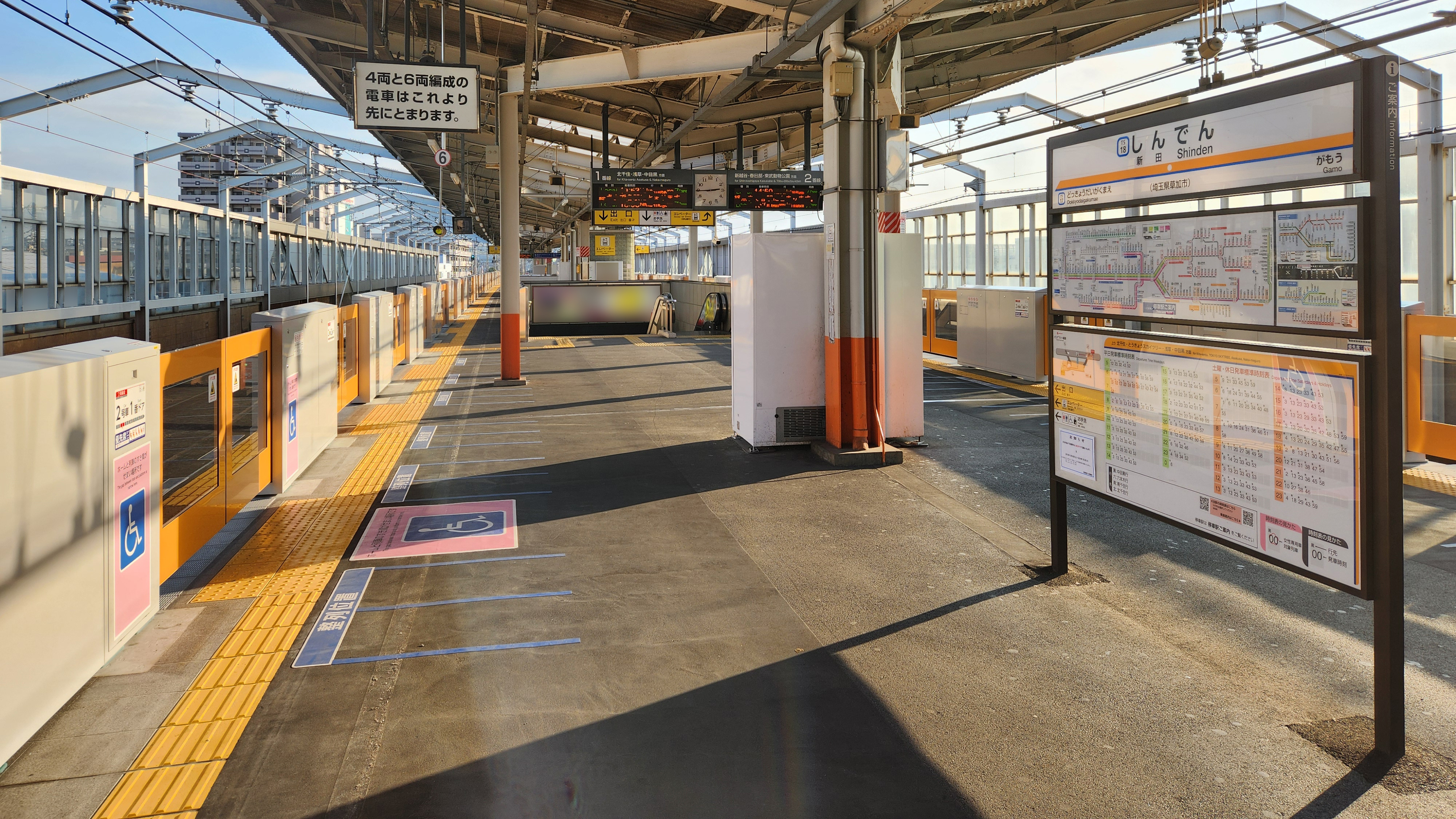
月台（2023年12月）

新田站（日语：／ Shinden eki */?）位於日本埼玉縣草加市金明町（舊北足立郡新田村）道下，是東武鐵道伊勢崎線的鐵路車站。位於「東武晴空塔線」的愛稱路段。車站編號是TS 18。

## 歷史
- 1899年（明治32年）12月20日：開業。以所在地埼玉縣北足立郡新田村命名。
- 1908年（明治36年）2月2日：停止營業。
- 1925年（大正14年）11月10日]：再開。
- 1985年（昭和60年）12月：上行線高架化。
- 1988年（昭和63年）12月：下行線高架化[広報 1]。
- 1994年（平成6年）12月27日：電扶梯啟用。
- 1995年（平成7年）12月28日：電梯啟用。
- 2012年（平成24年）3月17日：導入車站編號「TS 18」[広報 2]。

## 車站結構
本站是島式月台1面2線高架車站。月台設於緩行線。
高架化前為2面2線側式月台。新田－越谷間進行高架化工程期間，由於蒲生站無法待避，因此於本站外側設置通過線，供各站停車待避至新田－越谷間高架化工程結束為止。
之後上下通過線延長至草加站前。

### 月台配置
| 月台 | 路線         | 方向 | 目的地                                                     |
| ---- | ------------ | ---- | ---------------------------------------------------------- |
| 1    | 東武晴空塔線 | 上行 | 草加、北千住、東京晴空塔、淺草、 日比谷線 中目黑方向       |
| 2    | 東武晴空塔線 | 下行 | 新越谷、北越谷、北春日部、東武動物公園、 日光線 南栗橋方向 |

### 無障礙設施
月台有導盲磚，月台層設有電梯通往剪票口層，電扶梯設於階梯旁。付費區內有哺乳室與多功能廁所。

## 使用情況
2017年度1日平均上下車人次為31,697人。
近年1日平均上下、上車人次的推移如下表。
| 年度               | 1日平均 上下車人次 | 1日平均 上車人次 |
| ------------------ | ------------------ | ---------------- |
| 1960年（昭和35年） | 1,743              |                  |
| 1965年（昭和40年） | 8,197              |                  |
| 1970年（昭和45年） | 15,977             |                  |
| 1975年（昭和50年） | 25,478             |                  |
| 1980年（昭和55年） | 27,765             |                  |
| 1985年（昭和60年） | 29,075             |                  |
| 1990年（平成02年） | 32,888             |                  |
| 1998年（平成10年） | 33,585             |                  |
| 1999年（平成11年） | 32,747             |                  |
| 2000年（平成12年） | 32,199             | 16,329           |
| 2001年（平成13年） | 31,203             | 15,706           |
| 2002年（平成14年） | 30,624             | 15,437           |
| 2003年（平成15年） | 30,900             | 15,590           |
| 2004年（平成16年） | 30,580             | 15,361           |
| 2005年（平成17年） | 30,592             | 15,335           |
| 2006年（平成18年） | 31,017             | 15,554           |
| 2007年（平成19年） | 31,720             | 15,969           |
| 2008年（平成20年） | 31,722             | 15,930           |
| 2009年（平成21年） | 31,309             | 15,732           |
| 2010年（平成22年） | 30,949             | 15,548           |
| 2011年（平成23年） | 30,303             | 15,222           |
| 2012年（平成24年） | 30,994             | 15,533           |
| 2013年（平成25年） | 31,444             |                  |
| 2014年（平成26年） | 31,160             |                  |
| 2015年（平成27年） | 31,604             |                  |
| 2016年（平成28年） | 31,482             |                  |
| 2017年（平成29年） | 31,697             |                  |

## 車站周邊

### 東口
- 埼玉縣警察（日语：埼玉県警察）草加警察署（日语：草加警察署）新田站前交番
- 綾瀨川（日语：綾瀬川）
- 草加旭町團地
- 蒲生郵便局
- 日光街道（東京都道·埼玉縣道49號足立越谷線（日语：東京都道・埼玉県道49号足立越谷線））
- 草加公園（日语：そうか公園）
- 草加仙貝之庭 - 草加仙貝（日语：草加煎餅）體驗、職人表演、咖啡廳、商店等[2]。

### 西口
- 草加市役所新田服務中心
- 草加市立勤勞福祉會館
- 草加市立新田小學校
- 國道4號草加繞道（日语：草加バイパス）
- 埼玉縣道328號金明町鳩谷線（日语：埼玉県道328号金明町鳩ヶ谷線）
- 草加旭町郵便局
- 三菱UFJ銀行草加新田支店
- BOOKOFF（日语：ブックオフコーポレーション）草加新田店
- waiwairoad商店街

## 路線巴士
巴士總站在東口商店街附近（原草加市立醫院，巴士站名「新田站東口」）。
| 乘車處     | 乘車處 | 系統   | 主要行經地                               | 目的地           | 運行業者     | 管轄 | 備註                     |
| ---------- | ------ | ------ | ---------------------------------------- | ---------------- | ------------ | ---- | ------------------------ |
| 新田站東口 | 1      | 無番   | 角屋橋、草加西高校入口、獨協大學正門     | 獨協大學前站西口 | 朝日自動車   | 越谷 |                          |
| 新田站東口 | 1      | 無番   | 南町二丁目、伊原二丁目、南町三丁目       | 新田站東口       | 朝日自動車   | 越谷 | 南町、伊原循環           |
| 新田站東口 | 1      | 無番   | 南町二丁目、蒲生南小學校入口、伊原二丁目 | 南町三丁目       | 朝日自動車   | 越谷 |                          |
| 新田站東口 | 2      | 無番   | 角屋橋、長榮南、新榮中學校入口           | 新榮團地         | 朝日自動車   | 越谷 |                          |
| 新田站東口 | 3      | 松原36 | 青柳五丁目、綜合體育場、柿木二區         | 新田站東口       | 東武巴士中央 | 草加 | 淨水場入口方向、柿木循環 |
| 新田站東口 | 3      | 新田38 | 青柳五丁目、綜合體育場、青柳             | 獨協大學前站東口 | 東武巴士中央 | 草加 |                          |

## 相鄰車站
東武鐵道
 東武晴空塔線
、■急行、■區間急行、■準急、■區間準急
通過
■普通
獨協大學前〈草加松原〉（TS 17）－新田（TS 18）－蒲生（TS 19）

## 外部連結
- 新田（車站資訊） - 東武鐵道